# Soera De Dageraad
Soera De Dageraad is een soera van de Koran.
De soera is vernoemd naar de eerste aya waar bij de dageraad gezworen wordt. Er wordt in deze soera gewaarschuwd en gerefereerd aan de straffen waaraan verschillende volkeren, zoals het volk van 'Ad en eveneens de farao onderworpen werden. Er wordt beschreven hoe de houding van de mens tegenover God is onder verschillende omstandigheden.

## Bijzonderheden
Deze soera is een van de eerste soera's die geopenbaard zouden zijn. Fajr is ook de salat die bij dageraad verricht wordt.
De tekst van de soera is als decoratie in zwart marmer aangebracht boven de centrale toegangspoort van de Taj Mahal in India.